# Cesare Gravina
Pour les articles homonymes, voir Gravina.
Cesare Gravina est un acteur italien, né le 23 janvier 1858 à Naples (Campanie), mort le 16 septembre 1954 à New York aux États-Unis.

## Biographie
D'abord acteur de théâtre (notamment dans sa ville natale, dès les années 1880), Cesare Gravina débute au cinéma avec treize courts métrages muets italiens, sortis de 1911 à 1914, dont onze dans le rôle comique de Butalin (nommé Bobillard en français). Puis il poursuit sa carrière aux États-Unis, contribuant à soixante films américains (tous muets), sortis entre 1915 et 1929, après quoi il se retire définitivement de l'écran.
Parmi ses films notables, citons Madame X de Frank Lloyd (1920, avec Pauline Frederick dans le rôle-titre), Folies de femmes  d'Erich von Stroheim (1922, avec le réalisateur — qu'il retrouvera pour trois autres films —, Maude George et Mae Busch), Les Loups de Montmartre de Sidney Olcott (1924 avec Gloria Swanson), Le Fantôme de l'Opéra de Rupert Julian (1925, avec Lon Chaney et Mary Philbin), ou encore La Femme divine de Victor Sjöström (1928, avec Greta Garbo et Lars Hanson).

## Filmographie partielle

### Période italienne (1911-1914)
(courts métrages)
- 1912 : Robinet et Bobillard se battent en duel (Robinet e Butalin duellanti) de Marcel Perez
- 1913 : Fricot chanteur des rues (Fricot cantastorie) de Marcel Perez
- 1914 : L'Énergie de Fricot (L'energia di Fricot) de Marcel Perez

### Période américaine (1915-1929)

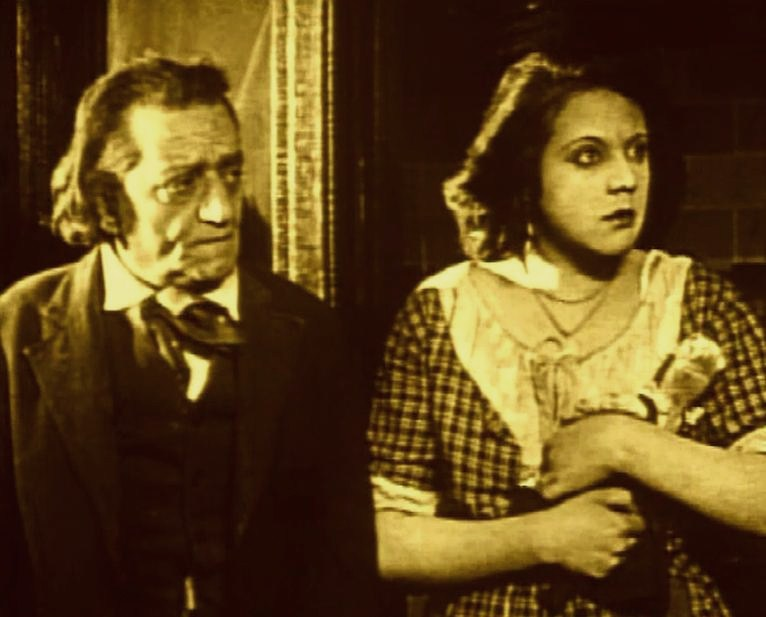
Avec Malvina Polo, dans Folies de femmes (1922)

- 1915 : The White Pearl de Hugh Ford et Edwin S. Porter
- 1915 : Madame Butterfly de Sidney Olcott
- 1916 : Peppina (Poor Little Peppina), de Sidney Olcott
- 1916 : Miss Bengali (Less Than the Dust), de John Emerson
- 1917 : The Price she paid de Charles Giblyn
- 1917 : The Siren de Roland West
- 1917 : La reine s'ennuie (The Fatal Ring) de George B. Seitz
- 1919 : L'Impossible Mariage (Marriage for Convenience) de Sidney Olcott
- 1920 : Madame X de Frank Lloyd
- 1920 : From Now On de Raoul Walsh
- 1920 : Satan (The Penalty) de Wallace Worsley
- 1920 : Scratch My Back de Sidney Olcott
- 1921 : God's Country and the Law de Sidney Olcott
- 1922 : Folies de femmes (Foolish Wives) d'Erich von Stroheim
- 1923 : Daddy d'E. Mason Hopper
- 1923 : Notre-Dame de Paris (The Hunchback of Notre Dame) de Wallace Worsley
- 1923 : L'Enfant du cirque (Circus Days) d'Edward F. Cline
- 1923 : Les Chevaux de bois (Merry-Go-Round) d'Erich von Stroheim et Rupert Julian
- 1924 : The Empty Stall d'Harry A. Pollard
- 1924 : La Papillonne (Butterfly) de Clarence Brown
- 1924 : The Family Secret de William A. Seiter
- 1924 : Les Loups de Montmartre (The Humming Bird) de Sidney Olcott
- 1924 : Les Rapaces (Greed) d'Erich von Stroheim
- 1924 : La Papillonne (Butterfly) de Clarence Brown
- 1924 : The Rose of Paris d'Irving Cummings
- 1925 : Contraband d'Alan Crosland
- 1925 : La Charmeuse (The Charmer) de Sidney Olcott : Señor Sprott
- 1925 : An Enemy of Men de Frank R. Strayer
- 1925 : Flower of Night de Paul Bern
- 1925 : The Circus Cyclone d'Albert S. Rogell
- 1925 : A Woman's Faith d'Edward Laemmle
- 1925 : Le Fantôme de l'Opéra (The Phantom of the Opera) de Rupert Julian
- 1925 : Starvation Blues de Richard Wallace
- 1926 : Monte Carlo de Christy Cabanne
- 1926 : The Blonde Saint de Svend Gade
- 1927 : The Magic Garden de James Leo Meehan
- 1927 : Le Chevalier pirate (The Road to Romance) de John S. Robertson
- 1928 : L'Homme qui rit (The Man who laughs) de Paul Leni
- 1928 : La Femme divine (The Divine Woman) de Victor Sjöström
- 1928 : Le Prince des cacahuètes (How to Handle Women) de William James Craft
- 1928 : La Piste de 98 (The Trail of '98) de Clarence Brown
- 1928 : La Symphonie nuptiale (The Wedding March) d'Erich von Stroheim
- 1929 : Burning the Wind d'Herbert Blaché et Henry MacRae